# David Bagrationi-Moukhraneli
 (février 2015).
Si vous disposez d'ouvrages ou d'articles de référence ou si vous connaissez des sites web de qualité traitant du thème abordé ici, merci de compléter l'article en donnant les références utiles à sa vérifiabilité et en les liant à la section « Notes et références ».
Succession
Prétendant au trône de Géorgie
Depuis le 16 janvier 2008
(17 ans, 3 mois et 21 jours)
Davit Bagrationi-Moukhraneli, né le 24 juillet 1976 à Madrid (Espagne), est un prince de la Maison des Bagratides, prétendant au trône de Géorgie depuis le 16 janvier 2008 où il succède à son père, le prince Giorgi.

## Biographie
David Bagrationi-Moukhraneli est né en Espagne où la famille royale de Géorgie est établie. Fils du pilote automobile Jorge de Bagration, il hérite de sa passion pour les automobiles et les compétitions. Après la chute du communisme en Géorgie, il aide son père avec l'objectif de restaurer la monarchie en Géorgie. 
En 2003, il s'établit à Tbilissi et, en 2004, reçoit la nationalité géorgienne. Le 16 janvier 2008, il succède à son père à la tête de la maison royale de Géorgie en qualité de grand maître de l'ordre de l’Aigle de Géorgie et l'ordre de la Reine Tamar. 
En 2009, il se marie avec la princesse Anna Bagration-Gruzinski (née à Tbilissi le 1er novembre 1976) de la branche des Bagration-Gruzinski avec laquelle les Bagrationi-Mukhrani se disputaient les droits dynastiques. Ils divorcent en décembre 2013. De son union avec la princesse Anna est issu :
- le prince Giorgi Bagration-Bagrationi (né le 27 septembre 2011).

### Lien connexe
- Prétendant au trône